# Сибли (окръг, Минесота)
Окръг Сибли (на английски: Sibley County) е окръг в щата Минесота, Съединени американски щати. Площта му е 1554 km², а населението - 15 356 души (2000). Административен център е град Гейлорд.